# Irvin McDowell
Irvin McDowell (ur. 15 października 1818 w Columbus, zm. 4 maja 1885 w San Francisco) – amerykański generał major, dowódca I Korpusu Unii w 1862.

## Życiorys
Jego rodzicami byli Abraham Irvin McDowell i Eliza Seldon McDowell. W 1838 ukończył United States Military Academy. Od 1841 do 1845 wykładał na niej taktykę. Służył w armii podczas wojny z Meksykiem jako adiutant generała J.E. Woola. Po bitwie pod Buena Vista został awansowany na kapitana. W 1861 został mianowany generałem brygady i dowódcą Departamentu Północno-Wschodniej Wirginii. Przegrał I bitwę nad Bull Run 21 czerwca 1861, w związku z czym został zastąpiony przez George’a McClellana. 29-30 sierpnia 1862 brał udział w II bitwie nad Bull Run jako generał major i dowódca I Korpusu Unii, po czym został zwolniony z funkcji dowódcy z powodu swojego dowodzenia w bitwie, jednak później został oczyszczony z zarzutów. W armii służył do 1882. Zmarł w 1885 i został pochowany na San Francisco National Cemetery.